# Bing Power Systems
Die Bing Power Systems GmbH (bis 2001: Fritz Hintermayr GmbH Bing-Vergaser-Fabrik) ist ein Unternehmen der Flash Group mit Sitz in Nürnberg und als Hersteller von Motorradzubehör bekannt.

## Geschichte

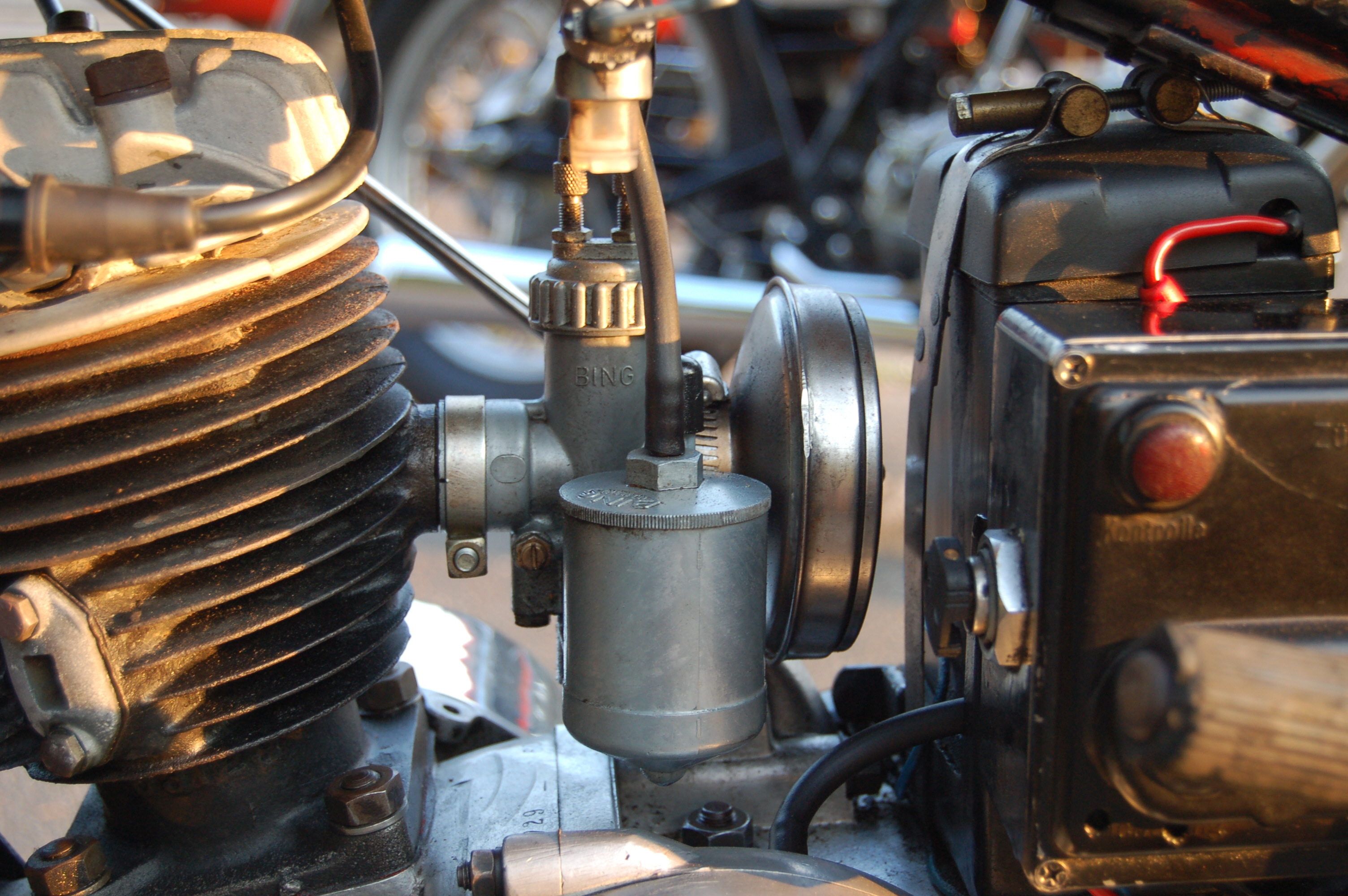
Ein Bing-Vergaser an einem Motorrad DKW SB 200

Das Unternehmen wurde 1926 von Fritz Hintermayr gegründet. 1932 konnten Teile der Bing-Produktion sowie der Markenname Bing erworben werden und man stellte fortan Gasbadeöfen und Vergaser her. Aus der Einzelunternehmung wurde nach dem Tod des Inhabers 1965 eine GmbH. 1990 konnte der 50-millionste Vergaser verkauft werden. Mit zunehmender Verbreitung der Saugrohreinspritzung im Kraftwagenbau wurden Vergaser immer weniger nachgefragt und so erfolgte, ebenfalls 1990, ein Eigentümerwechsel im Rahmen eines Management-Buy-outs. Die Geschäftsleitung übernahm hierbei Joachim Preißl. 1993 zog das Unternehmen nach Nürnberg-Wetzendorf. Bing hat über die Jahre die Firmen Erich und Grätz (übernommen 1933), Fischer-Amal (eigentlich Apparatebau Fischer, Frankfurt-Oberrad, gegründet 1860), Pallas (Pallas-Vergaser-Gesellschaft m.b.H., gegründet 1910 in Charlottenburg, dann ab 1918 Pallas-Zenith–Gesellschaft m.b.H.), Encarwi (Niederlande) und die Löterei von FHN übernommen. Die berühmten SU-Vergaser (früher Skinner Union, Birmingham/England, dann S.U. Carburettor Company Limited, London, U. K.) waren 1976 im Firmenkonglomerat der British Leyland Motor Holding aufgegangen. 1988 kaufte die Hoburn Eaton Group SU, die von der Echlin Corporation (USA) übernommen wurde, die wiederum von der Dana Corporation übernommen wurde. Der SU Anteil wurde 1998 zur Dana SU Automotive. 2001 übernahm Bing die Drosselklappen- und Pumpenfertigung der SU Automotive von DANA Automotive. Im gleichen Jahr wurde sie in BING Power Systems GmbH umbenannt. Mit gut 120 Mitarbeitern werden am Standort neben Vergasern auch Drosselklappenstutzen, Ansaugschaltmodule für Dieselmotoren, Produkte für die Kolbenkühlung, Düsen und weitere Motorkomponenten gefertigt. 2015 wurde Bing Power Systems vom indischen Investor Flash Group mehrheitlich übernommen. 2017 trennte man sich vom Teilhaber und Geschäftsführer Joachim Preißl, am Ende des Jahres gab er die restlichen Anteile des Unternehmens ab.

## Standorte
In Ungarn wurde 2005 das Unternehmen Origin übernommen, das zur BING Power Origin umfirmiert wurde.